# Liriomyza tubifer
Liriomyza tubifer är en tvåvingeart som beskrevs av Axel Leonard Melander 1913. Liriomyza tubifer ingår i släktet Liriomyza och familjen minerarflugor.
Artens utbredningsområde är Haiti. Inga underarter finns listade i Catalogue of Life.